# Pfarrkirche Ruprechtshofen

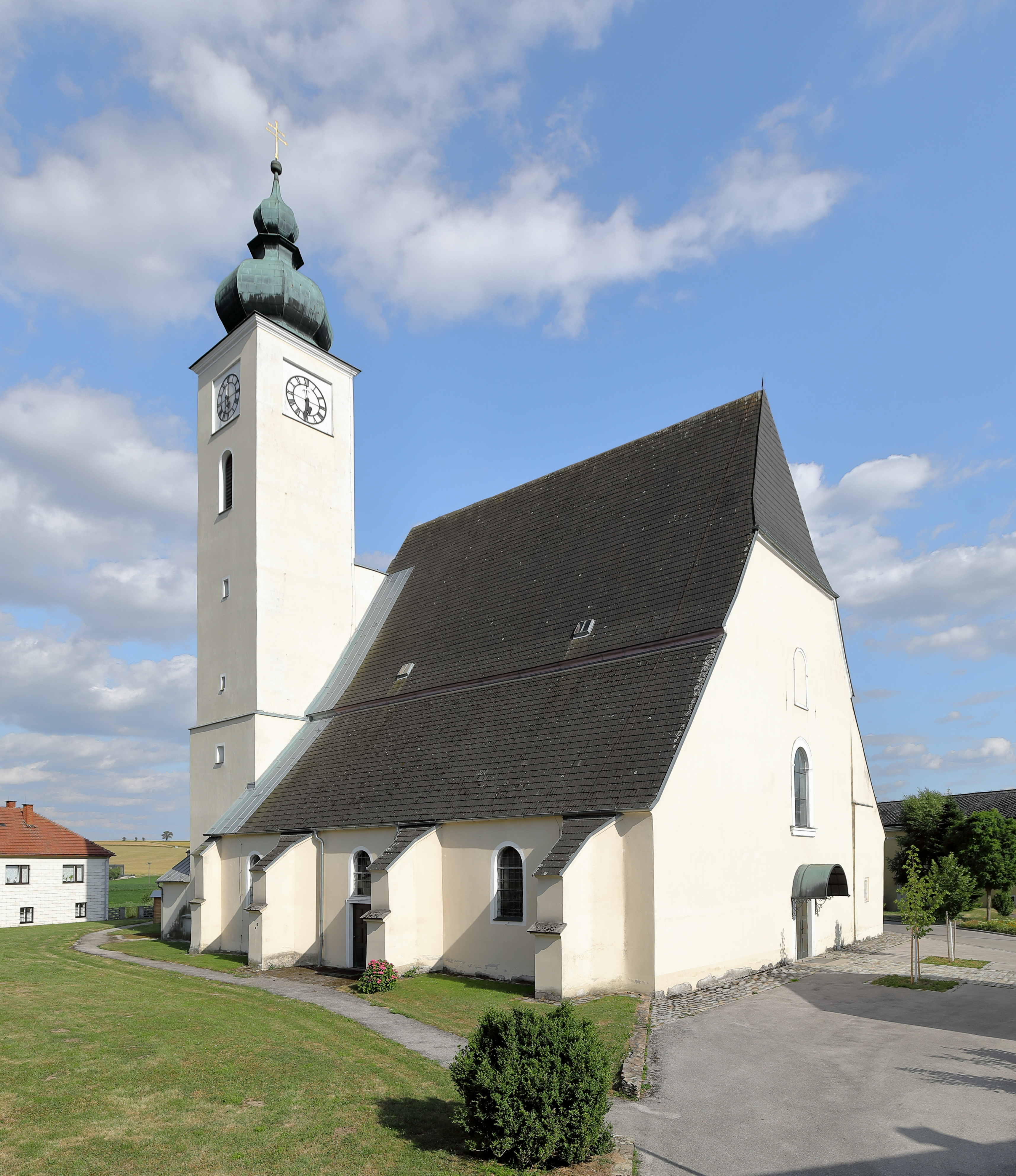
Katholische Pfarrkirche hl. Nikolaus in Ruprechtshofen

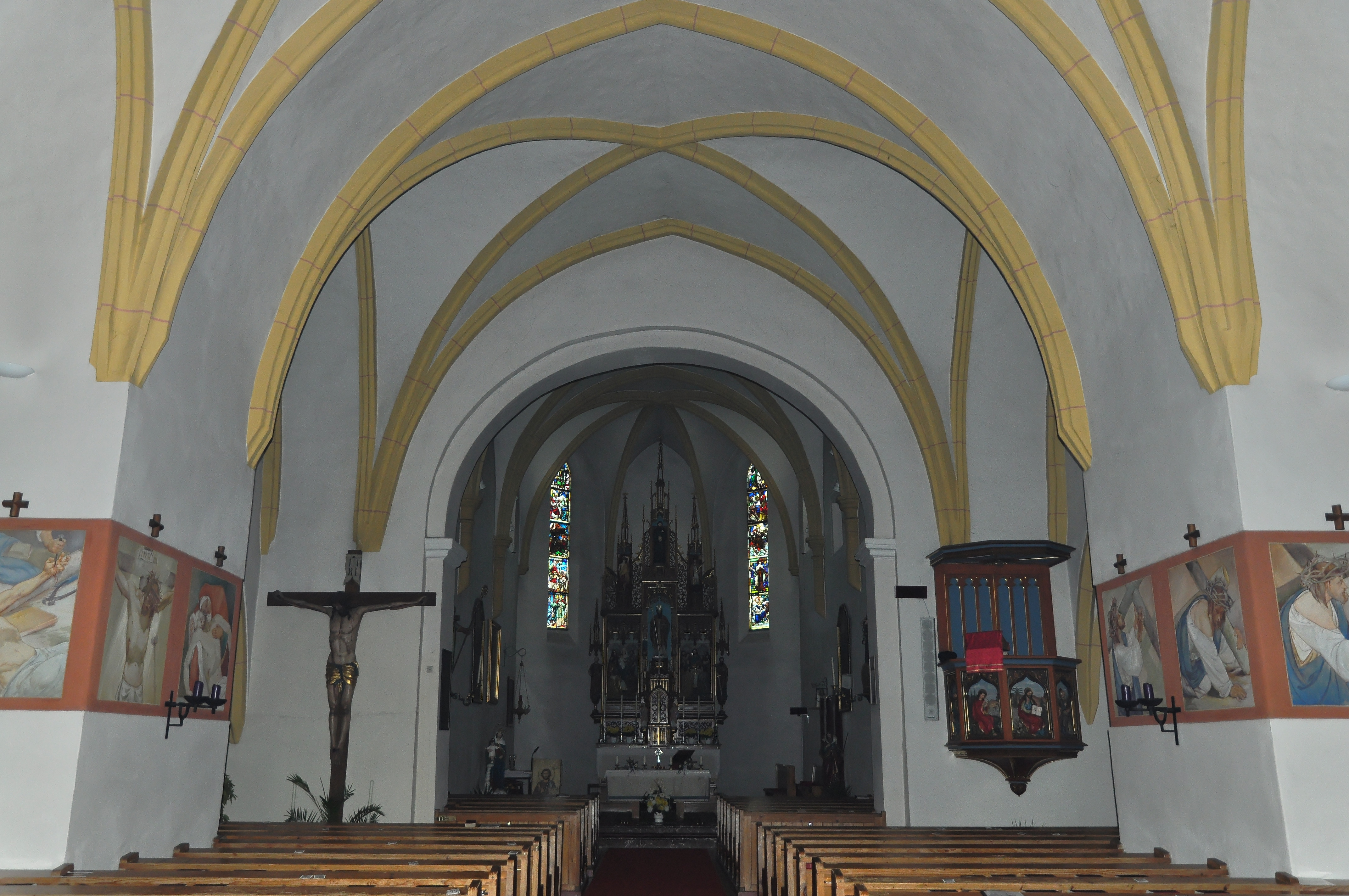
Im Mittelschiff zum Chor, breite romanische Pfeiler

Die Pfarrkirche Ruprechtshofen steht leicht erhöht auf einem Plateau südöstlich vom Hauptplatz in der Marktgemeinde Ruprechtshofen im Bezirk Melk in Niederösterreich. Die dem Heiligen Nikolaus von Myra geweihte römisch-katholische Pfarrkirche gehört zum Dekanat Melk in der Diözese St. Pölten. Die Kirche steht unter Denkmalschutz (Listeneintrag).

## Geschichte
Ursprünglich eine Eigenkirche des Grafen von Peilstein wurde die Kirche vor 1200 Pfarrkirche. 1334 wurde die Kirche der Kartause Gaming inkorporiert. Von 1575 bis zum Anfang des 17. Jahrhunderts war die Pfarre mit St. Leonhard am Forst vereint.
Die Kirche wurde 1971 außen und 1975 innen restauriert.

## Architektur
Die Kirche war mit einem Tabor als ehemaliger Friedhof bzw. Gaden-Kirchhof umbaut.
Die im Kern romanische Saalkirche und umgebaute spätgotische Staffelkirche hat einen eingezogenen Chor aus dem Ende des 13. Jahrhunderts und im nördlichen Chorwinkel einen spätgotischen Turm.
Das breit gelagerte Langhaus unter einem prägenden steilem sehr tief herabgezogenen und über die Seitenschiffe leicht ausknickenden Schopfwalmdach hat breite barocke Strebepfeiler und barock erneuerte Rundbogenfenster. Die ungegliederte Westfront hat ein rezentes Rundbogenportal und ein großes barockes Rundbogenfenster. Das südliche gotische Spitzbogenportal mit profiliertem Gewände hat einen kleinen Vorbau. Der Chor zeigt sich mit einmal abgetreppten und sich im oberen Bereich stark verjüngenden Strebepfeilern hat erneuerte Spitzbogenfenster und je zwei kleine zweiteilige gotische Maßwerkfenster im Süden und Norden, wobei die südseitigen Fenster vermauert sind und nur von innen erkennbar sind, ein nordseitiges Fenster ist plattenförmig geschlossen flach ohne Rundstab nur mit einem Kreis ohne Passnasen aus dem Ende des 13. Jahrhunderts. Der schlanke ungegliederte Turm hat nordseitig Schlitzluken, er wurde 1653 erhöht und mit rundbogigen Schallfenstern versehen und trägt eine neubarocke Zwiebelhaube mit Laterne aus 1874. Im südlichen Chorwinkel ist eine zweigeschoßige Sakristei mit Stichkappentonnen. Neben dem Südportal zeigt ein Fragment einer Wandmalerei aus der ersten Hälfte des 15. Jahrhunderts vermutlich einen Apostel.

## Ausstattung
Der Hochaltar als neugotisches Nischenretabel nennt Franz Schmalzl 1903, er trägt zentral eine Statue hl. Nikolaus, flankiert von kleineren Konsolstatuen Notburga und Isidor, Reliefs zeigen die Epiphanie und das Abendmahl, sowie die Statuen Peter und Paul, im Auszug hl. Rupert als Benediktinermönch flankiert von Sebastian und Johannes Nepomuk.
Die Orgel mit Rückpositiv baute Simon Hölzl 1831 und wurde 1999/2000 erneuert.